# Pravin Gordhan
Pravin Jamnadas Gordhan, né le 12 avril 1949 à Durban et mort le 13 septembre 2024 à Johannesburg, est un homme politique sud-africain, membre du Congrès national africain et ministre des Finances de 2009 à 2014 et de 2015 à 2017 dans le gouvernement Zuma.
Le 28 février 2018, il est nommé ministre des Entreprises publiques dans le gouvernement Ramaphosa.

## Biographie
En 1973, il a obtenu un baccalauréat en pharmacie de l'Université de Durban-Westville. Gordhan a assisté à la réunion préparatoire de la Convention pour une Afrique du Sud démocratique (CODESA) en 1991 en tant que représentant conjoint du NIC et du Congrès indien du Transvaal (TIC) et a été nommé délégué du NIC/TIC au comité directeur chargé d'organiser la CODESA 1. En 1993, il a été nommé au panel des présidents du comité de planification du processus de négociation multipartite. En tant que membre du Parlement de 1994 à 1998, il a présidé le comité parlementaire qui s'est concentré sur la mise en œuvre de la nouvelle Constitution et la transformation du gouvernement local après l'apartheid. il a été président de l’Organisation mondiale des douanes de 2000 à 2006. il s'est retiré de la politique à la fin de la sixième administration du gouvernement démocratique d'Afrique du Sud. Son intention de prendre sa retraite a été annoncée en mars 2024. Il est décédé d'un cancer au Wits Donald Gordon Medical Centre de Johannesburg, le 13 septembre 2024. à l'âge de 75 ans.